# Bowling ai I Giochi panamericani giovanili
Le competizioni di bowling ai I Giochi panamericani giovanili si sono svolte dal 28 al 30 novembre a Cali, in Colombia

## Podi

### Ragazzi
| Evento               | Oro                   | Argento         | Bronzo                                      |
| Individuale maschile | Edgar Burgos Quiñones | Jonaykel Conejo | Frank Pablo de la Sotta Felipe Gil Avendaño |
| Doppio maschile      | Colombia              | Costa Rica      | Guatemala Porto Rico                        |

### Ragazze
| Evento                | Oro              | Argento            | Bronzo                                     |
| Individuale femminile | Taishaye Quiaras | Sara Duque Jimenez | Ericka Quesada Gomis Andrea Carolina Pérez |
| Doppio femminile      | Porto Rico       | Costa Rica         | Colombia                                   |